# سرخس کشیده
سرخس کشیده (نام علمی: Woodsia ilvensis) نام یک گونه از سرده ودسیا است.